# پکن رقصان

پکن رقصان

پکن رقصان نام رسمی نشان بازی‌های المپیک تابستانی ۲۰۰۸ است که در پکن پایتخت جمهوری خلق چین برگزار شد. این نشان در اوت ۲۰۰۳ در مراسمی با حضور ۲۰۰۸ تماشاچی در معبد بهشت پکن رونمایی شد. 